# Korláti
Korláti (1899-ig Korlát, szlovákul Konrádovce) község Szlovákiában, a Besztercebányai kerület Rimaszombati járásában.

## Fekvése
Rimaszombattól 28 km-re délnyugatra, Fülektől 23 km-re északkeletre fekszik.

## Története
A község kőfejtőjét ősidők óta használták. A település a 13. század második felében keletkezett, 1341-ben „Conradfeulde” néven említik először. A Szécsényi család birtoka volt. 1342-ben „Korlathteluky”, 1489-ben „Korlathy” alakban szerepel a korabeli forrásokban. A 17. századtól több nemesi család birtoka. 1828-ban 14 házában 166 lakos élt, akik főként mezőgazdasággal foglalkoztak.
Vályi András szerint: KORLÁK. Magyar falu Nográd Várm. földes Ura B. Prónay Uraság, lakosai külömbfélék, fekszik Várgedéhez közel, és annak filiája, határja középtermékenységű, vagyonnyai külömbfélék."
Fényes Elek geográfiai szótárában: „Korlát, Nógrád m. meredek hegyek közé szorult magyar falu: 129 kath., 17 evang. lak. F. u. Záborszky Antal. Ut. p. Rimaszombat.”
Nógrád vármegye monográfiája szerint: „Korláti. (Ezelőtt Korlát.) Gömör vármegye határán fekvő magyar kisközség. Van 52 háza és 1144, róm. kath. vallású lakosa. Postája, távírója és vasúti állomása Balogfala. 1342-ben Korlátteleki néven említik az oklevelek. Ekkor Szécsényi Tamás birtoka, a ki Zagyvafői Miklós fia Petőnek adta cserébe Szinóbányáért. 1478-1483-ban Korláthi alakban találjuk feljegyezve. 1478-ban a Serkei Lorántffyak birtoka; 1598-ban Zagyvay Miklósé. 1715-ben hat és 1720-ban kilencz magyar háztartását írták össze. 1770-ben Prileszky Elek neje, 1826-ban Záborszky Antal volt a földesura. Jelenleg özvegy Bernáth Gyuláné, Kubinyi Sándor örökösei és Stephani Ervin a legnagyobb birtokosai. A községhez tartozó Bucsom őserdő Szász Coburg-Gothai Fülöp herczegé. A község melletti dombon állott egykor Simonfalva, mely szintén a török hódoltság alatt pusztult el. Itt van az ország legnagyobb bazaltbányája, hol 800 munkás dolgozik, kiknek száma a családtagokkal együtt kb. 1700. Ezek azonban külön telepet alkotnak és a község lélekszámában nem foglaltatnak. A községhez tartozik Czövekfalva, mely a középkorban önálló helység volt és 1598-ban Divényi Pál volt a földesura. A XVII. században pusztult el.”
A trianoni diktátumig Nógrád vármegye Füleki járásához tartozott. 1938 és 1944 között újra Magyarország része volt.

## Népessége
| Év:            | 1994. | 2004.    | 2014.    | 2024.   |
| -------------- | ----- | -------- | -------- | ------- |
| Emberek száma: | 394   | 301      | 339      | 338     |
| Eltérés:       |       | -23,60 % | +12,62 % | -0,29 % |

| Év:            | 2023. | 2024.   |
| -------------- | ----- | ------- |
| Emberek száma: | 328   | 338     |
| Eltérés:       |       | +3,04 % |

1910-ben 1145-en, túlnyomórészt magyarok lakták.
2001-ben 337 lakosából 257 magyar és 67 szlovák.
2011-ben 323 lakosából 203 magyar és 80 szlovák.

## Nevezetességei
- Római katolikus temploma 1939-ben létesült.
- Klasszicista kastélya a 19. században épült.
- Ősi kőfejtőjében bazaltot bányásztak.
- Határában ásványvízforrás található.

## Híres emberek
- Itt született 1762-ben Kováts Mihály orvos, az első magyar nyelvű kémia és törvényszéki orvostan könyvek szerzője, az MTA levelező tagja. Ásványtani munkássága is jelentős, emellett széles körű ismeretterjesztő munkát is végzett. Mezőcsáton hunyt el.

## Gazdasága
- Kőfejtőjét – olasz bányászok irányításával – 1895-ben nyitották meg. Az itt kitermelt jó minőségű bazaltot – többek között – a rimaszombati, kassai és a nagyszombati főtér, valamint a pozsonyi vár terének építésénél is felhasználták. Az üzemet – mely a község legjelentősebb munkalehetősége volt – 1999-ben megszüntették.[8]
- A szocializmus évtizedeiben még virágzó község az 1990-es évektől kezdődően, majd főként kőfejtő üzemének bezárását követően nagymértékű hanyatlásnak indult. A gazdasági hanyatlás következménye a település népességcsökkenésében is megmutatkozik.[9]

## Oktatási intézmények
- 1914-ben alapított általános iskoláját 2004-ben szüntették meg.
- Az 1962-ben létesített gyermekotthont szintén 2004-ben szüntették meg. A gyermekotthon egykori könnyűzenei együttese – a Sirius – televíziós szereplései által országosan ismert volt.[9]

## Külső hivatkozások
- Községinfó
- Korláti Szlovákia térképén
- A község a Gömör-Kishonti régió honlapján
- E-obce.sk Archiválva 2007. december 8-i dátummal a Wayback Machine-ben
- Czene Tamás írása a Vasárnap 2004. szeptember 17-i lapszámában[halott link]